# Boechera holboellii
Boechera holboellii — вид рослин родини капустяні (Brassicaceae), поширений на півночі Північної Америки. Вид названо на честь дан. Carl Peter Holbøll (1795–1856) — офіцера Королівського флоту Данії, дослідника Ґренландії.

## Таксономічні примітки
Попередніми роботами вид розглядався як вельми поширений у США, Канаді й Ґренландії, але нещодавно був розглянутий як значно вужче визначений вид з Ґренландії й, можливо, уздовж північно-східного узбережжя Північної Америки.

## Опис
Дворічна або Багаторічна короткоживуча трава. Каудекс присутній або відсутній. Стебло зазвичай одне на каудексову гілку, виникає з центру розетки біля поверхні землі, 2–6.7 дм; щільно опушене проксимально невеликим волоссям 0.1–0.3 мм, голе або слабко опушене дистально. Базальне листя: пластини ланцетні й тонші при основі, шириною 2–5 мм, поля цілі, іноді війчасті біля основи, поверхні рідко-помірно опушені. Стеблового листя 7–40, поверхні дистальних листків голі або рідко опушені. 
Китиці 10–60-квіткові, як правило, нерозгалужені. Квіти: пелюстки білі, 4–8 × 1–2 мм, голі; пилок еліпсоїдний або сфероїдний. Плодоніжки 5–10 мм, голі або рідко опушені. Плоди 0.35–0.65 см × (2)2.2–2.5 мм; клапани голі. Насіння від однорядкового до субдворядкового, 1.4–1.7 × 1–1.2 мм; крило безперервне, шириною до 0.2 мм.

## Поширення
Північна Америка: Ґренландія, Канада (?), США (?). 
Населяє скелясті схили й гравійні ґрунти біля узбережжя.

## Галерея

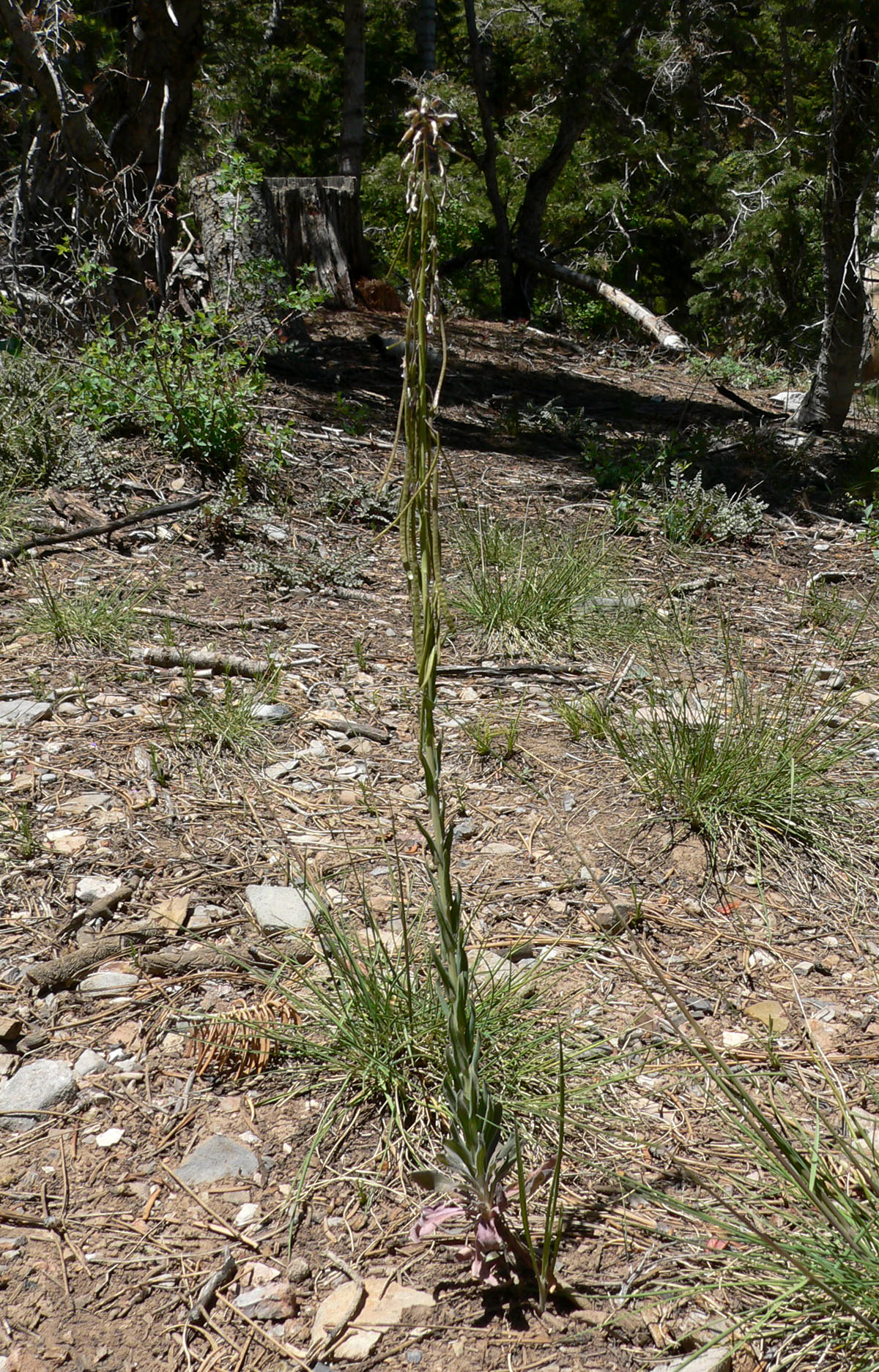
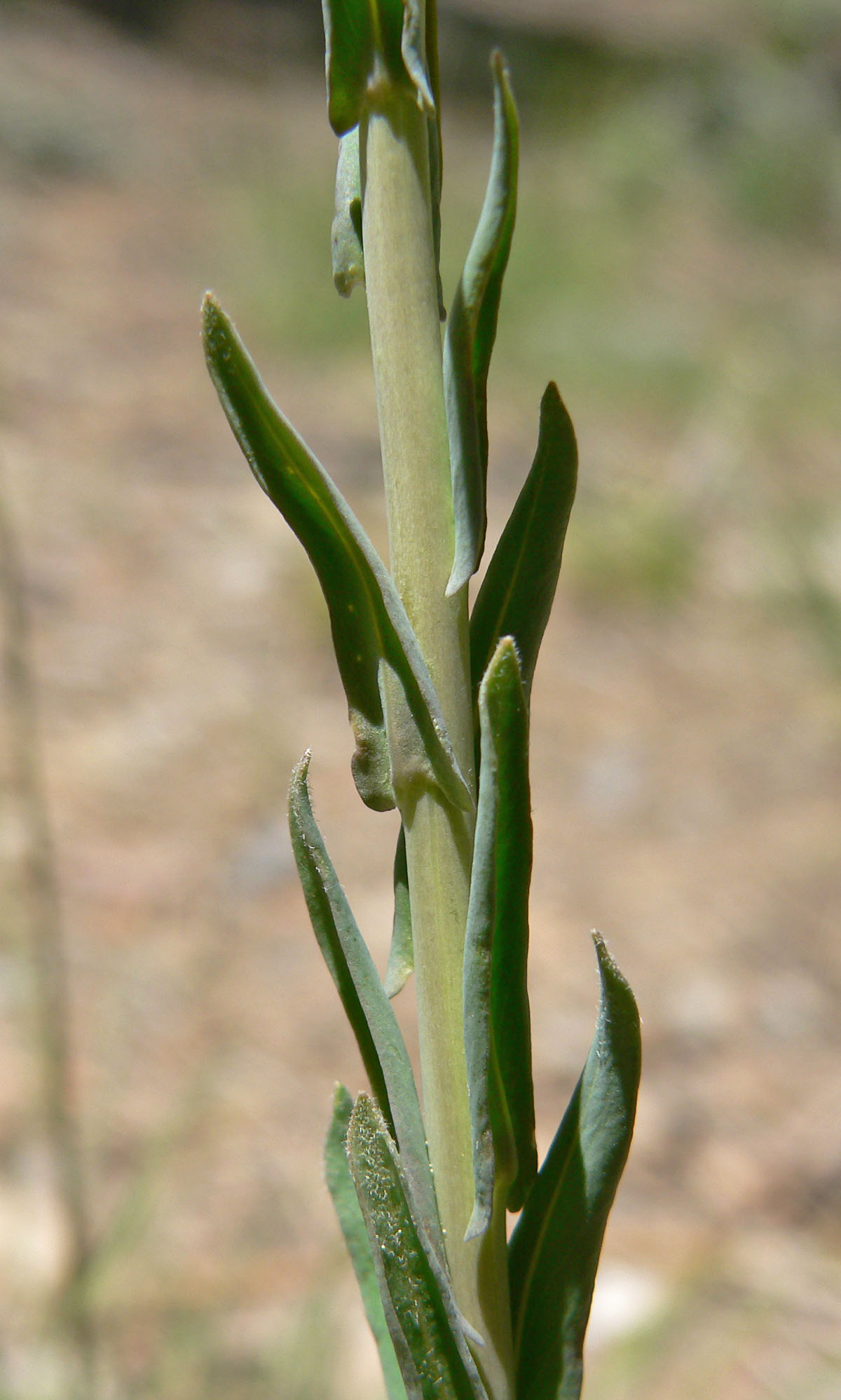
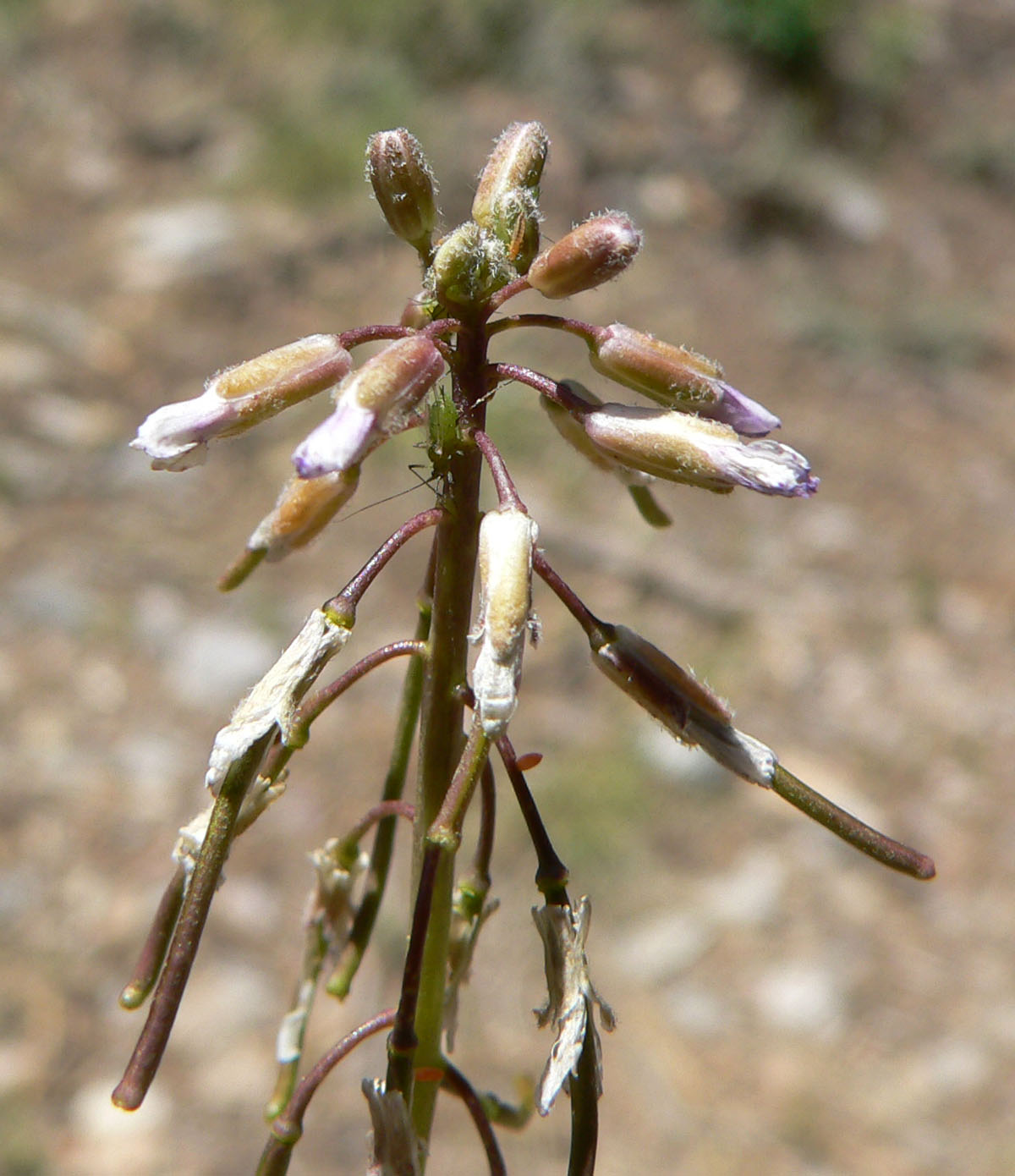
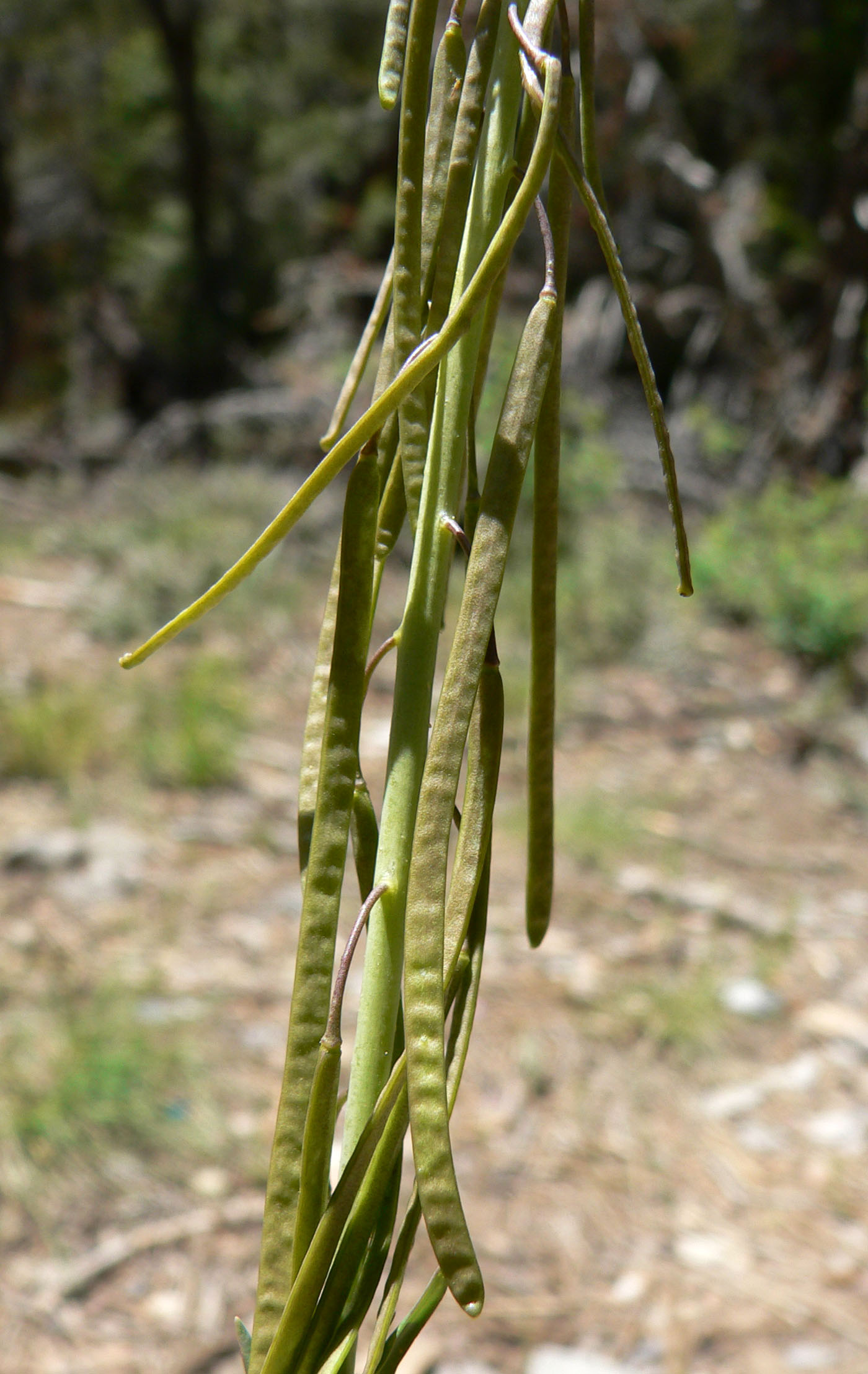